# Ferdinand Sterzinger

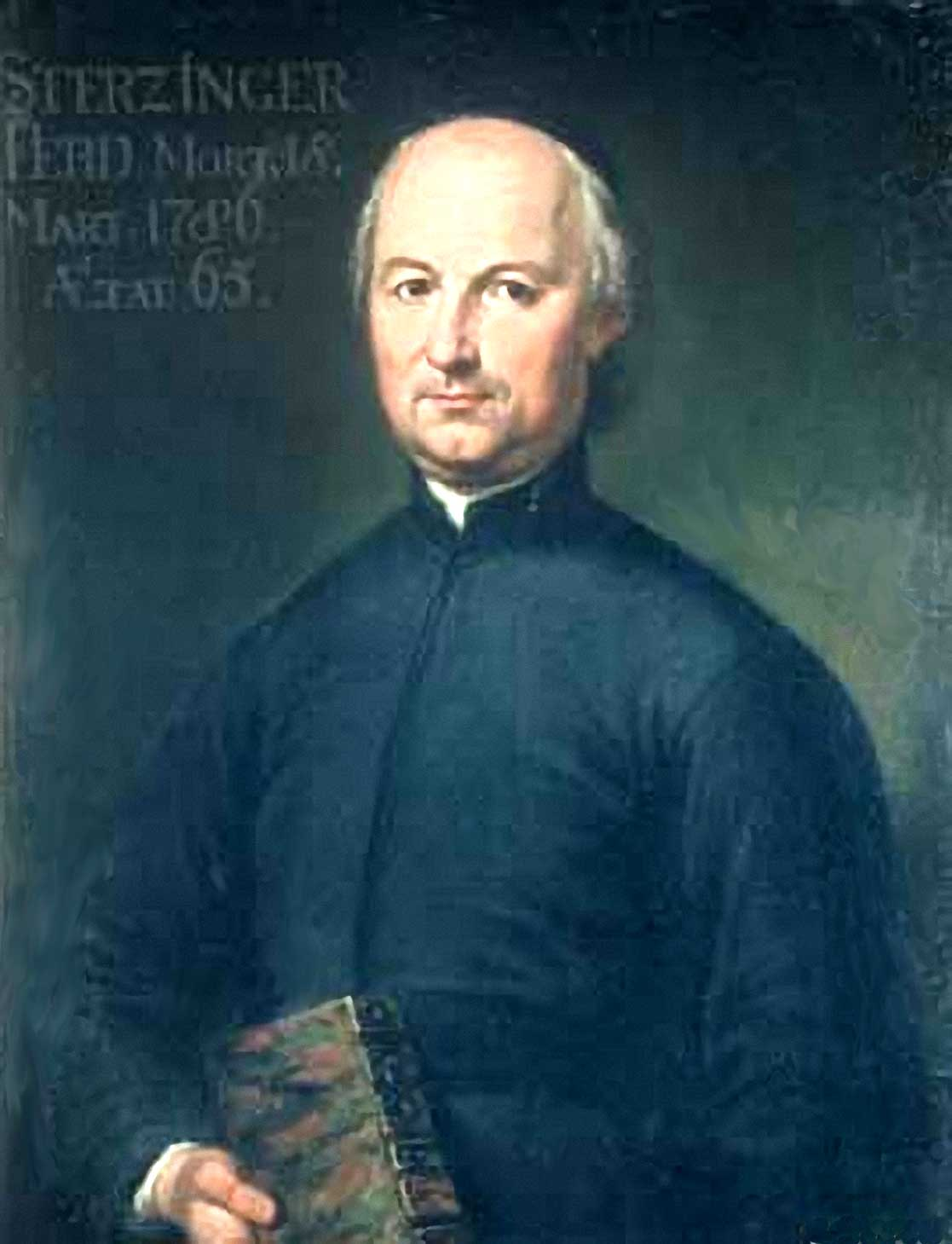
Ferdinand Sterzinger

Ferdinand von Sterzinger CRTheat (* 24. Mai 1721 auf Burg Lichtenwerth in Münster, Tirol; † 18. März 1786 in München) war ein österreichischer katholischer Theologe und Kirchenrechtler.

## Leben
Sterzinger stammte aus einer Tiroler adeligen Familie. Sein Vater war königlich-kaiserlicher Gubernialrat in Innsbruck. Er besuchte in Innsbruck das Gymnasium der Jesuiten. Das sorgfältige Studium der römischen Klassiker legte früh den Grund zu seiner wissenschaftlichen Bildung. Am 11. September 1740 trat er in München der Gemeinschaft der Theatiner bei. Er pflegte dort eine besondere Freundschaft zum Chorherrn Johann von Eflweck (1705–1773). In München absolvierte er zunächst das sogenannte propädeutisch-philosophische Biennium, erhielt 1742 in Freising die Priesterweihe und legte 1742 das Gelübde ab. In den nächsten fünf Jahren kam es zum Studium der Moraltheologie und des Kirchenrechts, zuerst in München, dann 1747/1749 je ein Jahr in Rom und in Bologna. 1747 war er von seinen Vorgesetzten an die Universität Rom gesandt worden, wechselte aber dann, da er das dortige Klima nicht vertrug, an die Universität Bologna.
Nach seiner Rückkehr aus Italien wurde er 1750 Professor der Moraltheologie an der Universität Prag, 1753 Lehrer der Philosophie im Theatinerkloster in München, 1756 Professor des Kirchenrechts in Prag, 1759 Lehrer der Kirchengeschichte und des Kirchenrechts und Präfekt der jungen Kleriker im Kloster in München. 1762 wurde er für drei Jahre zum Superior des Theatinerklosters gewählt. Als solcher war er einige Monate bei Gelegenheit eines Generalkapitels in Rom. Ansonsten blieb er von 1759 bis zu seinem Tode in München. 1759 wurde er außerdem Mitglied der Bayerischen Akademie der Wissenschaften, 1779 Direktor der historischen Klasse und damit verbunden Aufseher der akademischen Buchdruckerei.

## Wirken
Ein besonderes Verdienst erwarb sich Sterzinger durch die 1776 bis 1778 herausgegebene Chronologische Einleitung in die Kirchengeschichte, zu welcher Christian Friedrich Pfeffel (1726–1807) und Peter von Osterwald (1718–1778) die beiden ersten Bände geliefert hatten. Aufgrund seiner Kenntnisse auf dem Gebiet der Theologie ging Sterzinger als katholischer Vertreter der Aufklärung gegen den Aberglauben und die Unwissenheit verschiedener Gläubigen vor. Seit 1766 wies er das Törichte des Aberglaubens, den Urgrund der Hexerei, des Zauber- und Gespensterwesens, gründlich in mehreren Schriften, welche im südlichen und nördlichen Deutschland ihm bald einen geachteten Namen erwarben, zurück.
Besonders bestritt er 1775 „die Wunderkuren des Pater Gaßner“ und versuchte, ständig an der Aufklärung mitzuwirken. Durch seinen 1783 erschienenen Geister- und Zauberkatechismus, durch sein 1785 erschienenes Werk Bemühungen, den Aberglauben zu stürzen und durch die 1786 herausgegebene Schrift Gespenstererscheinungen, eine Phantasie oder Betrug, durch die Bibel, Vernunftlehre und Erfahrung bewiesen hatte er dies nachgewiesen. Diese Schriften erzeugten auch bei einigen Menschen Unwillen, so dass er ständig angefeindet wurde.

## Werke
- Selectae propositiones ex philosophia mentis et sensuum. Prag 1756.
- De libro quinto Decretalium Gregorii  P. P. IX. München 1761.
- Diss. theologica canonica etc. München 1768.
- Academische Rede von dem gemeinen Vorurtheil der wirkenden und thätigen Hexery. München 1766.
- Betrügende Zauberkunst und träumende Hexery, oder Vertheidigung der academischen Rede von dem gemeinsamen Vorurtheil der wirkenden und thätigen Hexerey wider das Urtheil ohne Vorurtheil. München 1767, (online)
- Gedanken über die Werke des Liebhabers der Wahrheit (Agnellus März) von der Hexerey. München 1767, (online)
- Chronologische Einleitung in die Kirchengeschichte; aus dem Französischen. München 1767–1778 5 Teile 1. Teil, (online)
- Diss. II de jurispradentia ecclesiastica. München 1769.
- Entwurf von dem Zustande der ersten Bairischen Kirche den Zenobiten des Klosters zu St. Peter in Salzburg anstößig fielen. München 1773.
- Joh. Trithemius, Abts zu Sponheim, Unterricht, wie ein Priester wohlanständig leben soll. Aus dem lateinischen übersetzt. München 1774.
- Die aufgedeckten Gaßner’schen Wunderkuren, aus authentischen Urkunden beleuchtet und durch Augenzeugen bewisen. München und Augsburg 1774, 2. Auflage. München 1775 (mit dem Katechismus der Geisterlehre ergänzt) - Digitalisierte Ausgabe der Universitäts- und Landesbibliothek Düsseldorf (google)
- Francone dell‘ Amavero Untersuchung, ob es eine Festigkeit gebe? Dabei viele andere abergläubige Irrthümer aufgedeckt werden. Nürnberg 1775.
- Der die in die katholische Schule geführte Fragensteller über Catechismus von der Geisterlehre. Augsburg 1775, (online)
- Untersuchung ob es eine Festigkeit gebe dabey viele andere aberglaubische Irrthümer wiederleget werden nebst beygefügtem Katechismus von der Geisterlehre. München 1775, (online)
- Beurtheilung der Gaßnerischen Wunderkuren von einem Seelsorger und Eiferer für die katholische Religion. Augsburg 1775, Digitalisierte Ausgabe – (online)
- Geister und Zaubercatechismus. München 1783, (online)
- Bemühungen den Aberglauben zu stürzen. München 1785, (online)
- Die Gespenstererscheinungen, eine Phantasie oder Betrug, durch die Bibel, Vernuftslehre und Erfahrung bewiesen. München 1786.